# Port lotniczy Mazatlán
Port lotniczy Mazatlán – międzynarodowy port lotniczy położony 22 km na południowy wschód od Mazatlán. Jest największym portem lotniczym w stanie Sinaloa. W 2006 obsłużył 901 tys. pasażerów.

## Linie lotnicze i połączenia

### Hall 1

#### Powietrze taksówki
- Aéreo Calafia (Cabo San Lucas, Puerto Vallarta)
- Aeroservicios Guerrero (Cabo San Lucas)

#### Krajowe
- ALMA de Mexico (Ciudad Juarez, Guadalajara, Torreón)
- Aeroméxico (Meksyk, Tijuana)
  - Aeroméxico Connect (Ciudad Obregón, Durango, Guadalajara, Hermosillo, La Paz, Los Mochis, Monterrey, Torreón)
- Mexicana (Meksyk, Tijuana, San José del Cabo)
- Magnicharters (Monterrey, San José del Cabo)
- Viva Aerobus (Monterrey)
- Volaris (Tijuana) [od 7 grudnia]

### Hall 2

#### Międzynarodowe
- Alaska Airlines (Los Angeles, Seattle/Tacoma)
- Continental Airlines (Houston-Intercontinental)
  - Continental Express obsługiwane przez ExpressJet Airlines (Houston-Intercontinental)
- Delta Air Lines
  - Delta Connection obsługiwane przez SkyWest Airlines (Salt Lake City)
- Frontier Airlines (Denver)
- Mexicana (Los Angeles)
- Northwest Airlines (Minneapolis/St. Paul) [sezonowo]
- Sun Country Airlines (Minneapolis/St. Paul) [sezonowo]
- US Airways (Phoenix)
- WestJet (Calgary, Edmonton, Vancouver) [sezonowo]

#### Czartery
- Skyservice (Calgary, Edmonton, Regina, Saskatoon, Toronto-Pearson, Vancouver, Winnipeg)